# Хели-Хатчинсон, Ричард Джон, 4-й граф Донамор
Ричард Джон Хели-Хатчинсон, 4-й граф Донамор (англ. Richard John Hely-Hutchinson, 4th Earl of Donoughmore; 4 апреля 1823 — 22 февраля 1866) — британский консервативный политик. Он носил титул учтивости — виконт Суирдейл с 1832 по 1851 год.

## Биография
Родился 4 апреля 1823 года. Единственный сын Джона Хели-Хатчинсона, 3-го графа Донамора (1787—1851), и достопочтенной Маргарет Гардинер (? — 1825), дочери Люка Гардинера, 1-го виконта Маунтджоя, и Маргарет Уоллис.
Лорд Донамор занимал пост главного шерифа графства Типперэри в 1847 году.
14 сентября 1851 года после смерти своего отца Ричард Джон Хели-Хатчинсон унаследовал титулы 4-го графа Донамора из Ноклофти, 4-го виконта Донамора из Ноклофти (графство Типперэри), 5-го барона Донамора из Ноклофти (графство Типперэри) и 4-го виконта Хатчинсона из Ноклофти (графство Типперэри), став членом Палаты лордов Великобритании.
Он занимал должность вице-президента Совета по торговле и главного казначея во втором правительстве лорда Дерби и был назначен фактическим президентом Совета по торговле в феврале 1859 года после отставки Джозефа Хенли из-за неудавшегося законопроекта о реформе 1859 года. Он оставался на этом посту до падения правительства в июне того же года. В 1858 году он стал членом Тайного совета Великобритании.
В 1865 году лорд Донамор был избран членом Лондонского королевского общества.

## Семья
7 апреля 1847 года лорд Донамор женился на Томасине Джослин Стил (? — 8 мая 1890), дочери Уолтера Стила и Мэри Софии Джослин. У супругов было шестеро детей:
- Леди Маргарет Фрэнсис Хели-Хатчинсон (? — 2 марта 1937), в 1882 году она вышла замуж за полковника Дугласа Джеймса Проби, от брака с которым у неё было пятеро детей.
- Леди Мэри София Хели-Хатчинсон (1854 — 30 июля 1936), в 1879 году она вышла замуж за полковника Льюиса Вивиана Лойда (1852—1908), от брака с которым у неё было трое детей[4].
- Джон Люк Джордж Хели-Хатчинсон, 5-й граф Донамор (2 марта 1848 — 5 декабря 1900), старший сын и преемник отца.
- Достопочтенный Сэр Уолтер Фрэнсис Хели-Хатчинсон (22 августа 1849 — 23 сентября 1913), дипломат.
- Коммандер Достопочтенный Патрик Морис Хели-Хатчинсон (27 апреля 1855 — 27 января 1893)
- Достопочтенный Гренвиль Уильям Хели-Хатчинсон (24 сентября 1858 — 11 июня 1906).

Лорд Донамор скончался в феврале 1866 года в возрасте 42 лет, и ему наследовал его старший сын Джон. Графиня Донамор умерла в мае 1890 года.

## Масонство
Он был посвящен в ложу № 12 в Ирландии и был старшим великим старостой Великой ложи Ирландии в 1846 году. 7 января 1846 года он стал почетным членом ложи Холируд-хаус, № 44.